# Ražňany
Ražňany (węg. Nyársardó) – wieś (obec) na Słowacji, w kraju preszowskim, w powiecie Sabinov. Pierwsza pisemna wzmianka o miejscowości pochodzi z roku 1248.